# 阿布哈兹—土耳其关系
阿布哈兹与土耳其的双边关系中，由于土耳其不承认阿布哈兹主权独立，并支持为格鲁吉亚领土的一部份，据称双方仅有秘密往来。

## 政治
土耳其自1996年以来，就对独联体国家实施制裁，包含对阿布哈兹居民在内进行严格的旅行签证限制，坚持若要入境旅行就需要出示格鲁吉亚护照，这个限制一直持续到2006年4月为止，当俄罗斯授权具有可两次入境的俄罗斯签证的非独联体居民，可经由普索烏河过境站入境阿布哈兹。

## 历史
1996年9月22日，土耳其政府通知阿布哈兹驻伊斯坦堡代表，将宣布不再许可阿布哈兹居民使用苏联证件入境，而且需要取得格鲁吉亚护照。
2009年7月，阿布哈兹外长谢尔盖·沙姆巴声明表示阿布哈兹政府已和土耳其政府建立了某种联系；就海上和空中的通讯恢复谈判。8月20日，一艘土耳其货轮在开往阿布哈兹首都苏呼米时，由于遭遇格鲁吉亚的海军封锁最终被扣押，土耳其船长被捕，格政府以违反占领区法律将他判刑24年，阿布哈兹当局扬言要摧毁所有经过黑海的格鲁吉亚船只，因此造成格阿的关系紧张。
2009年9月，土耳其外交部副部长于纳尔·切维克兹访问阿布哈兹首都苏呼米，与阿布哈兹官员见面，这是自2008年以来首位访问该国的外交官。
2014年，土耳其驻格鲁吉亚大使莱文特·穆拉特·布尔汉声明指出，土耳其和阿布哈兹已经建立一个深化「双边」关系的特别小组。

## 经济
截止2015年，土耳其是阿布哈兹第二大贸易伙伴，约占阿布哈兹贸易额的18%。

## 注脚
1. 1 2  Barçin Yinanç. . 土耳其每日新闻（英语：Hürriyet Daily News）. 2009-09-03  [2016-12-04]. （原始内容存档于2013-01-25）.
2. ↑  Thomas Frear.  (PDF). Caucasus Survey. 2015-04-13. （原始内容存档于2019-05-11） （英语）.
3. ↑  詹姆斯敦基金会. . Monitor. 1996-09-24, 2 (177)  [2019-05-11]. （原始内容存档于2019-05-11）.
4. ↑  . 格鲁吉亚时报. 2009-06-11  [2016-12-04]. （原始内容存档于2012-05-29）.
5. ↑  . 阿布哈兹世界网. 2009-09-17  [2016-12-04]. （原始内容存档于2016-12-12）.
6. 1 2  Vasili Rukhadze. . 詹姆斯敦基金会. 2015-10-01  [2016-12-04]. （原始内容存档于2016-12-12）.